# Xa lộ Liên tiểu bang 87 (New York)
Xa lộ Liên tiểu bang 87 (tiếng Anh: Interstate 87 hay viết tắt là I-87) là một xa lộ liên tiểu bang dài 333,49 dặm (536,70 km) nằm hoàn toàn trong tiểu bang New York tại Hoa Kỳ. I-87 là xa lộ liên tiểu bang-nội tiểu bang dài nhất trong Hệ thống Xa lộ Liên tiểu bang. Điểm đầu phía nam của nó nằm gần khu vực cầu Triborough trong Quận the Bronx thuộc Thành phố New York, và điểm đầu phía bắc của nó nằm ở biên giới Hoa Kỳ và Canada trong thị trấn Champlain nơi nó tiếp tục đi vào tỉnh bang Quebec với tên gọi Xa lộ Quebec 15. I-87 kết nối Xa lộ Liên tiểu bang 95 trong Thành phố New York; Xa lộ Tiểu bang New York 17 gần Harriman; I-84 gần Newburgh; và Xa lộ Liên tiểu bang 90 tại thành phố Albany. Đoạn đường của I-87 giữa ranh giới Thành phố New York và thành phố Albany là một bộ phận thuộc Xa lộ cao tốc Tiểu bang New York. Phía bắc thành phố Albany, I-87 có tên gọi là Adirondack Northway.

## Mô tả xa lộ

### Xa lộ cao tốc Thiếu tá Deegan

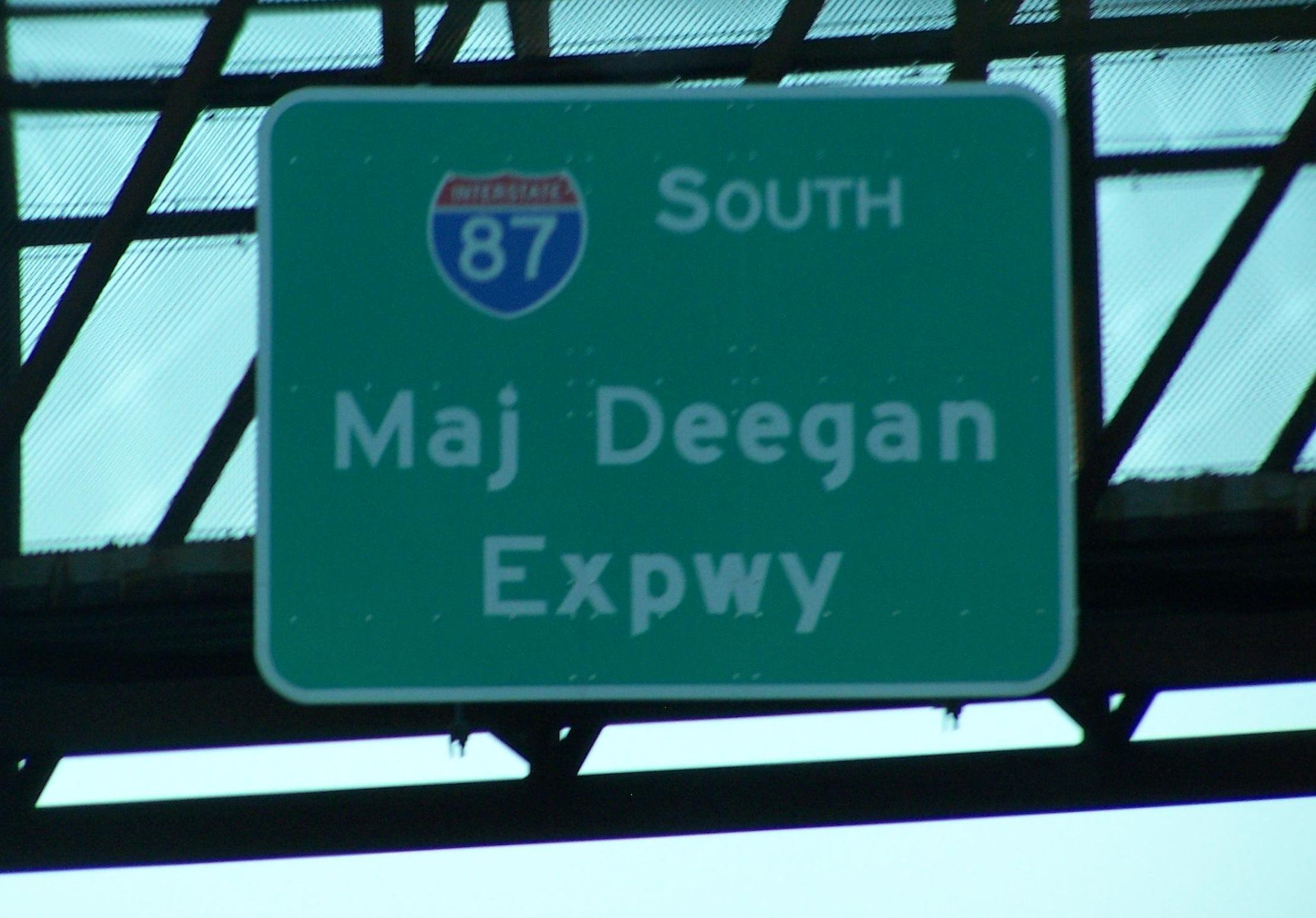
Biển dầu của Xa lộ cao tốc Thiếu tá Deegan

I-87 bắt đầu tại nút giao thông khác mức với Xa lộ cao tốc Bruckner (I-278) tại Cầu Triborough (cầu ba quận). Trong 8,4 dặm (13,5 km) tiếp theo, I-87 được đặt tên là Xa lộ cao tốc Thiếu tá William Francis Deegan khi nó đi qua Quận the Bronx. Quốc lộ Hoa Kỳ 9 hiện nay chạy song song với Xa lộ Thiếu tá Deegan, và có thể đi đến qua lối ra số 10. I-87 tiếp theo đi vào Công viên Van Cortlandt và có nút giao thông lập thể với Công viên Van Cortlandt ở chiều hướng nam, lối ra số 11. Lối ra 12 dùng để đi đến Xa lộ Công viên Henry Hudson và Xa lộ Công viên Sông Saw Mill. Xa lộ cao tốc Thiếu tá Deegan đi vào Quận Westchester tại thành phố Yonkers và trở thành Xa lộ cao tốc Tiểu bang New York, một xa lộ thu phí toàn tiểu bang dài 496 dặm (798 km).

### Xa lộ cao tốc Tiểu bang New York

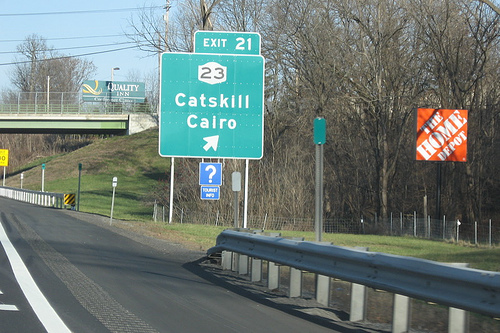
Biển dấu lối ra 21 tại Cairo

Đoạn đường giữa ranh giới Thành phố New York và điểm giao cắt với Xa lộ Liên tiểu bang 90 ở thành phố Albany là một phần của Xa lộ cao tốc Tiểu bang New York. I-87 đi vào Quận Westchester tại thành phố Yonkers. Nút giao thông lập thể Phố Yonkers nằm tại vị trí 9,80 dặm (15,77 km). Khi I-87 đi về hướng bắc, NY 9A bắt đầu chạy song song với nó và có nút giao thông lập thể với nó ở lối ra số 7. Xa lộ Công viên Sông Saw Mill cũng chạy song song, giao cắt tại lối ra 7A. Lối ra số 8 là để đến I-287. Lối ra số 9 là lối ra cuối trước khi đến Cầu Tappan Zee. Lối ra này để đi đến Xa lộ Tiểu bang New York 119 và Quốc lộ Hoa Kỳ 9 lân cận. Xa lộ Liên tiểu bangs 287 và I-87 qua cầu Tappan Zee vào Quận Rockland.
I-87 bắt đầu một đoạn dài 25 dặm (40 km) trong Quận Rockland. Lối ra 11 là vào phố chính Nyack cho Quốc lộ Hoa Kỳ 9 chiều đi hướng bắc và Xa lộ Tiểu bang New York 59 chiều đi hướng nam. I-87 sau đó đi qua Công viên Quận Mountainview Nature khi nó đến gần lối ra 12, nằm trong khu vực bên ngoài Nyack. Lối ra 12 là một nút giao thông lập thể đi đến Xa lộ Tiểu bang New York 303 và Trung tâm bán hàng Palisades. Xa lộ đầu tiên dài 9,63 dặm (15,50 km) liên đổi đường tại lối ra 13 là Xa lộ Công viên Liên tiểu bang Palisades.
Xa lộ hiện có ba xa lộ nhánh ngắn phụ: I-287 nối với xa lộ mẹ của nó bằng một đoạn đường trùng dài 19 dặm (31 km) gần điểm đầu phía nam của nó. Khi đó I-87 được ghi biển là xa lộ bắc-nam và I-287 là xa lộ đông-tây. Đây là đường tránh đi quanh Thành phố New York. Phía tây đoạn trùng tại lối ra 15, xa lộ đi vòng quanh New York để gặp Xa lộ thu phí New Jersey tại Middlesex County, New Jersey. Phía đông đoạn trùng, I-287 tiếp tục với tên gọi là Xa lộ cao tốc Cross-Westchester để kết thúc tại Xa lộ Liên tiểu bang 95 tại thành phố Rye gần ranh giới tiểu bang Connecticut. Di chuyển lên hướng bắc, Xa lộ Liên tiểu bang 587 là một xa lộ nhánh ngắn phụ dài 2 dặm (3,2 km) nối I-87 đến thành phố Kingston. Cuối cùng, không có lối ra trực tiếp đến thành phố Albany từ I-87; thay vào đó, Xa lộ Liên tiểu bang 787 dài 9,55 dặm (15,37 km) đưa xe cộ đi và đến từ I-87 và thủ phủ tiểu bang Albany.

### Xa lộ bắc Adirondack

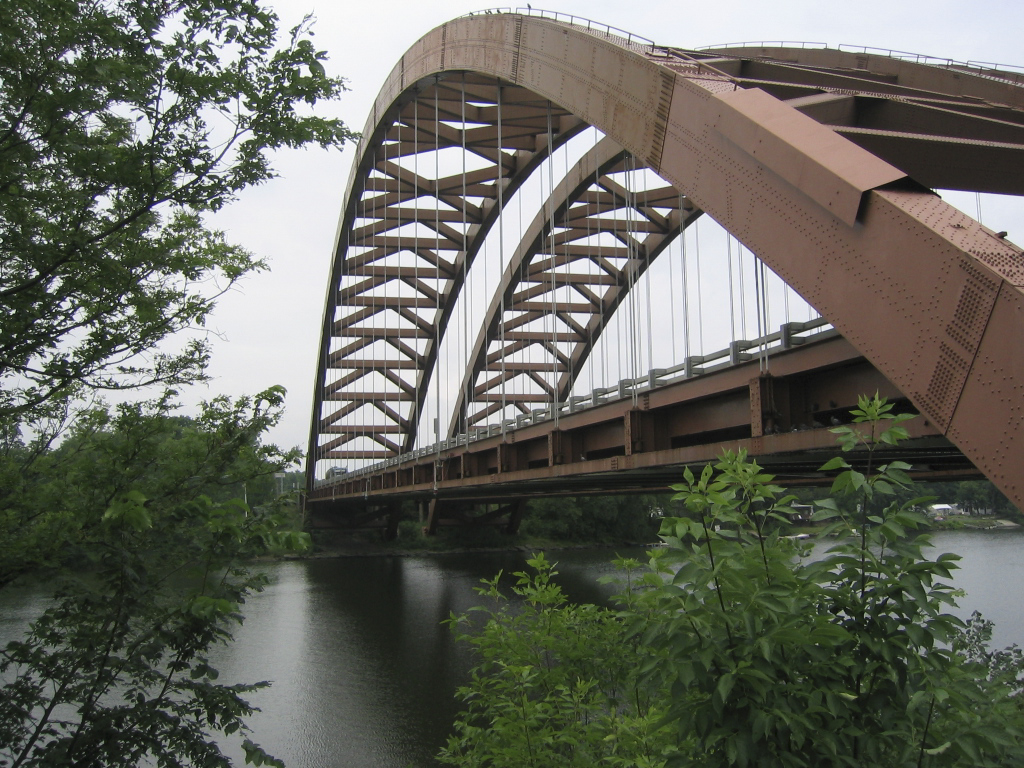
Cầu Thaddeus Kosciusko mang I-87 trên Sông Mohawk.

Phía bắc thành phố Albany, I-87 có tên là Xa lộ bắc Adirondack, và tiếp tục cuộc hành trình của nó đến biên giới Canada nằm tại thị trấn Champlain. I-87 nhập vào Xa lộ bắc tại lối ra 1. Tuy nhiên, Xa lộ bắc bắt đầu tại một vị trí 0,86 dặm (1,38 km) ở phía nam nút giao thông lập thể với I-87 và I-90 tại Quốc lộ Hoa Kỳ 20 trong Guilderland. Xa lộ cao tốc nhánh ngắn này, được người dân địa phương gọi là Xa lộ Tùy chọn Lộ Fuller, được đặt tên là Xa lộ Tiểu bang New York 910F. Giữa lối ra 1 và lối ra 22 (ở Hồ George), I-87 là xa lộ cao tốc 6 làn xe với 3 làn xe mỗi chiều.
Giữa lối ra 2 và 5, I-87 chạy song song với Lộ Wolf Road qua thị trấn Colonie. Phần phía nam của Xa lộ bắc đi qua Colonie và Quận Saratoga hiện nay là con đường có đông xe cộ. Từ khi xa lộ được xây dựng, Quận Saratoga đã trở thành khu vực phát triển nhanh nhất của vùng thủ phủ và thật sự tất vùng thượng tiểu bang New York.
Tại làng Lake George, I-87 kết nối với Quốc lộ Hoa Kỳ 9 và Xa lộ Tiểu bang New York 9N tại lối ra 22 bằng một xa lộ hai làn xe ngắn có tên là Xa lộ Kết nối Lake George. Tại đây người lái xe có thể nhìn thấy các biển dấu đầu tiên của Xa lộ Quebec 15 khi đi về phía bắc đến Canada.
Tại mốc dặm 100 trong chiều đi hướng nam của I-87, có một trạm tuần tra biên giới của Quan thuế Hoa Kỳ. Trạm này được đưa vào sử dụng sau vụ tấn công khủng bố 11 tháng 9.
Trong Quận Clinton, các biển dấu từ lối ra 34 đến lối ra 43 được viết bằng hai thứ tiếng là tiếng Anh và tiếng Pháp vì đoạn này nằm gần tỉnh bang Quebec. Các biển dấu của Xa lộ Quebec 15 cũng được dựng khi Xa lộ bắc tiến đến gần biên giới Canada.

## Danh sách lối ra
Các lối ra dưới đây thực hiện theo bảng chỉ dẫn thực tế, và biển dặm 0,00 nằm ngay phía bắc của cầu vượt với I-90.

## Các xa lộ phụ trợ
Xa lộ này có ba tuyến đường nhánh hiện tại, tất cả đều nằm dọc theo phần thu phí của I-87. I-287 là một đoạn đường vành đai 99 dặm (159 km) xung quanh thành phố New York, bắt đầu tại xa lộ thu phí New Jersey ở quận Middlesex, New Jersey, và kết thúc tại I-95 (tại New England Thruway) gần ranh giới bang Connecticut ở Rye. I-287 và I-87 chồng lên nhau một đoạn 19 dặm (31 km) trên Westchester và quận Rockland. Phía đông nút giao cắt, I-287 được gọi là cao tốc Cross-Westchester. Hai đường nhánh khác, I-587 dài 2 dặm (3,2 km) và I-787 dài 10 dặm (16 km), kết nối I-87 tới hai thành phố Kingston và Albany.
Hai xa lộ phụ của I-87 đã được lên kế hoạch nhưng không bao giờ được xây dựng. Trong Thung lũng Hudson, I-487 sẽ chạy dọc theo sông Hudson từ I-87 và I-287 ở Tarrytown đến I-84 phía đông Beacon. Một xa lộ khác, I-687, sẽ kết nối I-90 ở Albany với I-87 gần Sân bay Quốc tế Albany ở Colonie. Cả hai tuyến đường đều bị hủy bỏ vào những năm 1970 do hậu quả của sự phản đối của công chúng.